# Середина-Буда (станция)
Середина-Буда (укр. Середина-Буда; до 2023 — Зёрново) — промежуточная железнодорожная станция 4 класса Конотопской дирекции Юго-Западной железной дороги. Расположена в городе Середина-Буда Сумской области Украины, на границе с Россией (Суземский район Брянской области) — железнодорожный погранично-пропускной пункт «Зёрново» Сумского пограничного отряда Восточного регионального управления ГПСУ. Стыковочная станция с Московской железной дорогой ОАО «РЖД».
С февраля 2022 года движение через границу прекращено, станция стала тупиковой. 

## История
В 1895 году через Середину-Буду была проложена узкоколейка общего пользования Ворожба — Середина-Буда. Ранее она принадлежала Московско-Киево-Воронежской железной дороге. В начале XX века через город прошла железнодорожная линия, соединившая Навлю со станцией Конотоп на линии Льгов — Киев, её строительство велось с 1905 по 1907 год.
В 1992 году станция была передана от Брянского отделения Московской железной дороги Конотопскому отделению Юго-Западной железной дороги.
В марте 2003 года было прекращено движение международных пригородных поездов на участке Суземка — Зёрново.

## Интересные факты
Несмотря на то, что станция находится на территории Украины в городе Середина-Буда, своё название станция получила по прилегающему к этому городу селу Зёрново, находящемуся в настоящем времени уже на территории Брянской области России.

## Пассажирское и грузовое сообщение
С февраля 2022 все пассажирское и грузовое сообщение через границу прекращено в связи с вторжением России в Украину. Пути, пересекающие границу, были разобраны.
Станция продолжает принимать пригородные поезда во внутреннем сообщении.  